# Leucochrysa (Nodita) submacula
Leucochrysa (Nodita) submacula is een insect uit de familie van de gaasvliegen (Chrysopidae), die tot de orde netvleugeligen (Neuroptera) behoort. 
Leucochrysa (Nodita) submacula is voor het eerst wetenschappelijk beschreven door Banks in 1915.